# Frank Kameny
Frank Kameny, rodným jménem Franklin Edward Kameny (21. května 1925 – 11. října 2011) byl americký aktivista za práva gayů.
Narodil se do aškenázské rodiny a studoval fyziku na Queens College při newyorské městské univerzitě; později studoval na Harvardově univerzitě. Roku 1957 byl propuštěn z armády Spojených států amerických kvůli své homosexualitě. V následujících letech se věnoval aktivismu za práva gayů. Roku 1971 se stal prvním otevřeným gayem, který kandidoval do amerického kongresu. Zemřel v roce 2011 ve věku šestaosmdesáti let.